# Науменко Владлен Васильович
Науменко Владлен Васильович (1 листопада 1947, Орша — 15 листопада 2024) — український радянський футболіст, тренер, арбітр, український футбольний функціонер. Брат Юрія Науменка. Майстер спорту СССР (1968). З 1997 року делегат Федерації футболу України.

## Кар'єра гравця
У футбол починав грати в Тернополі. Протягом семи років грав у клубі «Авангард» (Тернопіль), у складі якого в 1968 році став чемпіоном України.
У 21 рік отримав звання Майстра спорту СРСР, виступаючи за збірну «Авангарду» в першості СРСР серед товариств і відомств (1965 — чемпіон).
Наприкінці 1970 року на запрошення Євгена Лемешка перейшов у «Суднобудівник» (Миколаїв). У 1971 році провів сезон за «корабелів», після закінчення якого був призваний в армію. Службу проходив у тираспольській «Зірці».
З 1974 знову грав в Миколаєві за «Суднобудівник». За 6 років провів 204 гри, забив 6 м'ячів, був капітаном команди.
Свого часу тренувався у складі «Ністру» (Кишинів). Влітку 1980 року перейшов до херсонського «Кристалу», в якому й завершив кар'єру гравця.

## Кар'єра тренера
З 1980 року — на тренерській роботі у м. Миколаїв. Спочатку працював у команді КФК «Океан» (Миколаїв), потім у «Суднобудівнику».
З 1982 року з невеликою перервою працював у ДЮСШ «Суднобудівник» (нині — СДЮШОР «Миколаїв»). Наприкінці 80-х років паралельно був тренером юнацької збірної УРСР. У 1989 році разом з Валерієм Шведюком привів команду до виграшу кубка ЦК ВЛКСМ «Надія». Тричі посідав друге і один раз — третє місця.
У 1992 році працював головним тренером «Евіса» (Миколаїв). Залучив до команди Забранського, Мизенка, Ульяницького й інших. Однак за підсумками сезону команда вилетіла з вищої ліги.
У 2000-х роках працював у Миколаївській обласній федерації футболу. Інспектував матчі чемпіонату області.

## Досягнення
- Чемпіонат УРСР з футболу
  -  Чемпіон (1): 1968 (у складі Авангарду)